# Prise du palais de justice de Bogota
Conflit armé colombien
Batailles
Années 1970

Anorí
Années 1980

Palais de justice
Années 1990
- Casa Verde
- Girasoles
- Las Delicias
- Quebrada El Billar
- Miraflores
- Mitú

Années 2000
- Berlín
- Reprise de la zone démilitarisée
- Alcatraz
- Jaque
- Fénix
- Dinastía

Années 2010
- Camaleón
- Sodoma
- Némésis
- Odiseo
- Combats de 2013 (processus de paix)

La prise du palais de justice de Bogota par le M-19 est une prise d'otages qui a eu lieu les 6 et 7 novembre 1985, dans le contexte du conflit armé colombien. Le 6 novembre 1985, 35 guérilleros du M-19 parviennent à s'emparer du palais de justice de Bogota, où ils retiennent 350 personnes dont onze des 25 juges de la Cour suprême de justice de Colombie. La reprise du bâtiment par l'armée le 7 novembre fait près de 100 morts, dont seuls 68 seront identifiés. L’évènement est encore aujourd’hui sujet à polémique, depuis qu'il a été révélé que certains otages disparus durant les combats, que l'on pensait tués par la guérilla, avaient en réalité été abattus par l’armée après leur libération.

## Contexte
En 1982, le conservateur nouvellement élu président Belisario Betancur, constatant le peu de résultats des politiques de répressions observées par ses prédécesseurs, propose d'engager des négociations avec les guérillas. Longtemps dénoncés comme de simples bandits ou criminels, le caractère politique des motivations des guérilleros est reconnu et, pour la première fois, un gouvernement concède l'existence de « raisons objectives » au développement de la lutte armée colombienne. Les guérillas répondent favorablement à cette politique d'ouverture, et en 1985 les FARC constituent en association avec une fraction de l'ELN, le Parti communiste et d'autres acteurs politiques civils l'Union patriotique. Le M-19 convient également d'un cessez-le-feu avec le gouvernement. 
Cette nouvelle stratégie du pouvoir colombien à l'adresse des guérillas est néanmoins loin d’emporter l'adhésion de tous. Les États-Unis qui, dirigés par Ronald Reagan, cherchent à appliquer en Amérique latine une politique intransigeante de contre-insurrection acceptent très mal l'idée de négociations. L'ambassadeur américain Lewis Tambs s'emploie ainsi à torpiller les négociations et forge durant cette période l'expression de « narco-guérilla ». Par ailleurs, de grands propriétaires terriens, alarmés par le discours introduit par les ex-guérilleros dans le débat politique national en matière de réforme agraire, entreprennent de renforcer des groupes paramilitaires privés qui constitueront ultérieurement les AUC. Restent enfin les puissants cartels de drogue du pays qui possédaient dans les années 1980 et 1990 une influence considérable sur la classe politique colombienne grâce à l'effet de la corruption, et nourrissaient une relative inquiétude à voir émerger une nouvelle mouvance politique apparemment moins malléable.
Dans ce contexte, l'Union patriotique fait rapidement l'objet d'une répression sanglante à laquelle prennent part cartels de drogue et paramilitaires, mais aussi certains secteurs de l'armée et de la police. Cette campagne d'assassinats se poursuit plusieurs années et laisse des milliers de militants tués, ainsi que la plupart des élus du parti et ses candidats aux élections présidentielles. De son côté, le M-19 dénonce des attaques de l'armée contre ses forces (dont notamment l'assassinat de l'un de ses dirigeants politiques) et l’inflexibilité du gouvernement sur les thématiques sociales abordées au cours des négociations. Le mouvement imagine alors de répliquer aux assassinats politiques et violations de trêve par une action spectaculaire dont l’impact médiatique permettrait également de dénoncer avec grands échos Belisario Betancur, désormais très négativement perçu par les guérilleros.

## Prise du palais
Le 6 novembre 1985, à 11 h 35, un commando de 35 guérilleros, dont dix femmes, prend d'assaut le palais de justice de Bogotá depuis le sous-sol. Ils parviennent à prendre le plein contrôle du bâtiment après avoir éliminé la résistance des gardes de sécurité du bâtiment, dont deux sont tués dans une fusillade, et prennent en otages 350 personnes, parmi lesquelles onze juges de la cour suprême. Le groupe rebelle fait diffuser un communiqué dans lequel il exprime sa volonté d'organiser un procès du président Belisario Betancur et de reprendre les négociations. 
À 13h55 un premier assaut est donné par l’armée pour tenter de reprendre le bâtiment, ce qui contraint les guérilleros et les otages à se retirer vers les étages supérieurs, tandis que les combats se poursuivent. L'assaut est d'une telle violence qu'un otage, le président de la cour suprême, supplie le général chargé des opérations, avec lequel il peut communiquer par téléphone, de suspendre l'action, sous peine de provoquer la mort de toutes les personnes toujours piégées. Sa demande n'est pas écoutée et le général fait savoir que le président de la République refuse de négocier. L'intensité des combats s'accentuera encore en soirée et la reprise totale du bâtiment ne sera effective que le lendemain matin.
Les combats auront laissé 33 guérilleros tués, ainsi que 43 otages et officiellement 11 militaires. Plusieurs personnes (sept employés de la cafétéria du tribunal et trois visiteurs) sont également portées disparues. Tous les guérilleros sont tués sauf deux, dont l'un disparaît dans les jours qui suivent la reprise du palais de justice. La seule survivante des guérilleros qui ont mené l'attaque est Clara Elena Enciso. Cet épisode est considéré comme « l'un des chapitres les plus tristes et les plus sombres de l'histoire » de la Colombie.

## Controverses

### Exécutions d'otages par l’armée
Comme le dévoileront des vidéos divulguées postérieurement, les personnes disparues avaient été évacuées par l'armée et emmenées dans une école militaire pour un débriefing (l'armée craignant que des membres du M-19 ne s'échappent) mais ne seront jamais retrouvées, à l'exception du corps de l'une d'elles retrouvé parmi les corps calcinés à l'intérieur du tribunal (ce qui implique que l'on aurait ramené le cadavre pour camoufler les causes de sa mort).
Le colonel Alfonso Plazas Vega (es), responsable de l'école de cavalerie dans laquelle les disparus auraient été torturés et exécutés et initialement décoré pour son action durant les évènements, est pour le moment le seul inculpé. Selon des témoignages de militaires placés sous ses ordres lors de ces évènements, le colonel aurait fait torturer les disparus puis ordonné de "pendre ces fils de putes", persuadé qu'il s'agissait de guérilleros rebelles. Son procès s'étend dans des conditions difficiles puisque le prévenu engage une succession de manœuvres procédurières pour retarder son jugement et refuse d'y assister. Il est finalement condamné à 30 ans de prison le 30 janvier 2012. À la suite de cette condamnation, la juge chargée du procès, ciblée par des menaces de mort, quitte la Colombie tandis que la procureure est limogée. Le procès avait pris une importante connotation politique en raison du soutien qu'avait apporté l'ancien président Álvaro Uribe et une partie de la droite colombienne au colonel Plazas Vega.

### Participation alléguée du cartel de Medellín
L'éventualité d'une participation du cartel de Medellín a été alléguée par des membres du gouvernement conservateur et certains titres de presse, et confirmée beaucoup plus tard par « Popeye », un ancien proche de Pablo Escobar, selon qui le cartel aurait payé 2 millions de dollars pour contribuer au financement de l'opération. Il se serait agi pour le cartel de détruire des documents judiciaires et empêcher l'extradition de trafiquants. Néanmoins le M-19 avait à l'époque rejeté ces accusations de collusion avec les cartels de drogue, version que maintiennent d'anciens dirigeants du groupe démobilisés. 
En 1986, la Commission spéciale d’enquête, créée par le gouvernement, conclut à la non-participation du cartel.